# 121 f.Kr.
| 121 f.Kr.          |
| ------------------ |
| Dødsfald - Fødsler |
|                    |

## Dødsfald
- Gajus Gracchus, romersk politiker.
- Kleopatra Thea, dronning over Seleukiderriget